# Jean Bonfils
Jean Marie Louis Bonfils SMA (ur. 15 lutego 1930 w Montpellier) – francuski duchowny katolicki, biskup Nicei w latach 1998-2005.

## Życiorys
Święcenia kapłańskie otrzymał 7 grudnia 1954.

## Episkopat
28 listopada 1992 papież Jan Paweł II mianował go biskupem ordynariuszem diecezji Viviers. Sakry biskupiej udzielił mu 10 stycznia 1993 ówczesny arcybiskup Lyonu - kard. Albert Decourtray.
28 sierpnia 1998 został mianowany biskupem ordynariuszem Nicei. 28 marca 2005 papież przyjął jego rezygnację z urzędu złożoną ze względu na wiek. Jego następcą został dotychczasowy koadiutor - Louis Sankalé.